# Мерченаско
Мерченаско (итал. Mercenasco) је насеље у Италији у округу Торино, региону Пијемонт.
Према процени из 2011. у насељу је живело 862 становника. Насеље се налази на надморској висини од 246 м.

## Становништво
Према резултатима пописа становништва 2011. у општини је живело 1.267 становника.
| 1936. | 1951. | 1961. | 1971. | 1981. | 1991. | 2001. | 2011. |
| ----- | ----- | ----- | ----- | ----- | ----- | ----- | ----- |
| 1.499 | 1.378 | 1.310 | 1.323 | 1.224 | 1.191 | 1.186 | 1.267 |